# Yaogou (socken i Kina, Jiangsu)
Yaogou (kinesiska: 瑶沟, 瑶沟乡) är en socken i Kina. Den ligger i provinsen Jiangsu, i den östra delen av landet, omkring 160 kilometer norr om provinshuvudstaden Nanjing. Antalet invånare är 20492. Befolkningen består av 9 934 kvinnor och 10 558 män. Barn under 15 år utgör 20,0 %, vuxna 15-64 år 69 %, och äldre över 65 år 10,0 %.
Genomsnittlig årsnederbörd är 1 206 millimeter. Den regnigaste månaden är juli, med i genomsnitt 229 mm nederbörd, och den torraste är januari, med 25 mm nederbörd.